# Barasbi Bajtugan
Barasbi Bajtugan (Bajtuganti), ros. Барасби Бaйтуган (Байтуганти) (ur. 2 lipca 1899 w Petersburgu, zm. 1986 w Monachium) – północnokaukaski działacz i publicysta emigracyjny.

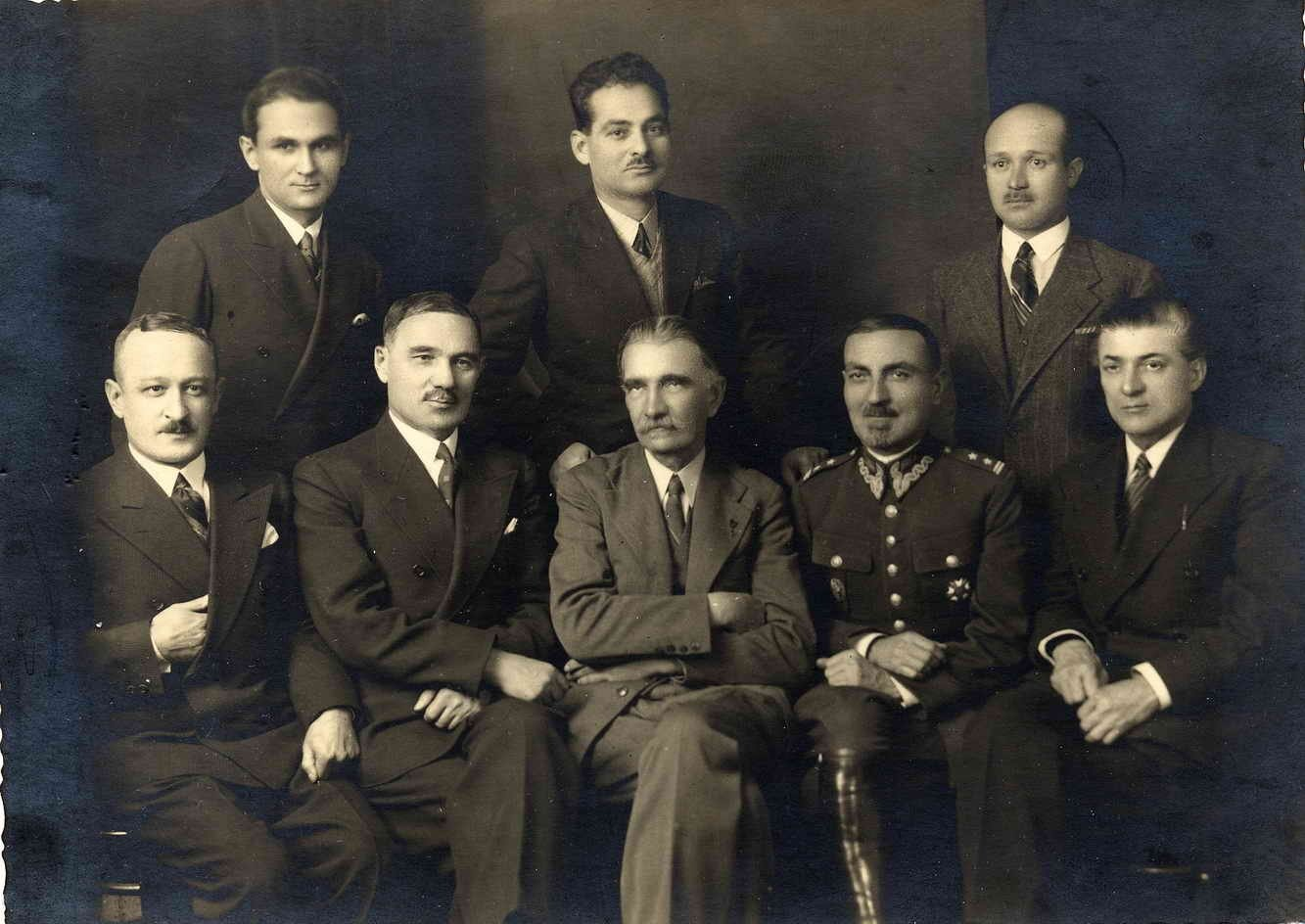
Barasbi Bajtugan (stoi pośrodku) wśród członków Ludowej Partii Górali Kaukaskich. Warszawa, 1933

## Życiorys
Był z pochodzenia Osetyjczykiem. Studiował na uniwersytecie w Sankt Petersburgu. Naukę przerwał wybuch wojny domowej pomiędzy Białymi i bolszewikami. Barasbi Bajtugan wstąpił w 1918 r. do wojsk Białych gen. Antona I. Denikina. W połowie listopada 1920 r. ewakuował się z Krymu do Gallipoli. Na emigracji zamieszkał w 1922 r. w Pradze. Ukończył studia na miejscowym uniwersytecie. Następnie przeniósł się do Paryża. Zaangażował się w działalność ruchu prometejskiego. Wszedł w skład francuskiego oddziału Ludowej Partii Górali Kaukaskich. Od 1930 r. był jednym z redaktorów pisma Górale Kaukascy, wychodzącego w Paryżu. Z powodu konfliktów z innymi działaczami północnokaukaskimi przeniósł się do Warszawy, gdzie od maja 1934 r. do poł. 1939 r. redagował kolejne pismo – Północny Kaukaz. Jednocześnie współpracował z polskim wywiadem, przygotowując na jego zamówienie szereg referatów analitycznych dotyczących problematyki Północnego Kaukazu. Podczas II wojny światowej współpracował z Niemcami, przenosząc się do III Rzeszy. Po zakończeniu wojny wyjechał do Londynu. W 1953 r. powrócił do zachodnich Niemiec. Został członkiem północnocnokaukaskiego oddziału redakcji sowieckich narodowości.